# あかつき戦闘隊
『あかつき戦闘隊』（あかつきせんとうたい）は、原作・相良俊輔、作画・園田光慶による日本の戦争漫画。
1968年（昭和43年）から1969年（昭和44年）にかけて、『週刊少年サンデー』（小学館）誌上で前後編の2部に分かれて連載された。

## あらすじ

### 「パゴス島編」（前編）
南洋に浮かぶ小島、パゴス島。そこに、日本海軍の生き残り部隊の猛者が基地を構えていた。この基地は、地上の滑走路はオトリであり、実際に使用されていたのは浅瀬に潜む「まぼろしの滑走路」であった。
ある日、長年不在だった隊長として青年将校・八雲が赴任する。技術は未熟だが、根性と愛国心は引けを取らないと豪語するも、経験不足はいかんともしがたかった。まぼろしの滑走路を使っての腕試しで神、今、竜らと共に飛び立った八雲はそのまま敵機と遭遇し空中戦に突入。自分の指揮のつたなさから竜が片腕切断の重傷を負う。また、その空中戦の際に落下傘で逃げる敵兵を襲った神を八雲は止めたが、その後島に潜んでいた敵兵から襲われる。
こうした経験から自らの未熟さと甘さを痛感。中尉の肩章を自ら外して一兵卒になる。しごかれる内に、八雲の真摯な姿勢と部下を思う心が浸透していく。
ある日、竜が破傷風を発症。敵機来襲の中、「この戦闘隊には俺よりお前が必要だ！」と神を抑えてラバウルの陸軍航空隊に旅立つ。途中で敵機と激しい空中戦を繰り広げるもなんとか到着。一悶着あったものの、恩師・鬼武大佐と再会、竜は一命を取り留める。やがて八雲は竜を残してパゴス島に戻るが、その際に敵機が来襲、迎撃に上がった棟方が戦死。その後、艦砲射撃を受けて洞窟は破壊されるが、全員が無事生き残る。
その喜びもつかの間、まぼろしの滑走路のあたりで喜んでいた左近が再びやって来た敵機の機銃掃射を受け戦死する。
その後もしばし敵の攻撃を受けるようになり、部下も更に櫛の歯が欠けるように戦死、遂に八雲以下4人となる。八雲は本土防衛の為に心を鬼にして撤退を宣言する。神らの反発の中、来襲した敵機に向かい機雷を抱えて飛び出す八雲。真意を知った神は八雲を殴り倒して機雷を奪い取り、機銃弾を受けながらも、まぼろしの滑走路に強行着陸しようとする敵機に体当たりし壮絶な戦死を遂げる。残った3人は、3機の戦闘機で島を後にする。

### 「特攻編」（後編）
本土帰投の徒爾、八雲と今は日本海軍の潜水艦「イ-400」の誤射に遭い、墜落。その誤射は八雲の後輩である団少尉の誤認によるものであった。最初は激しく反発し、乗組員達と反目する八雲と今。しかし、搭載する特殊攻撃機　晴嵐の組立訓練や飛行訓練中に起きた戦闘、馬庭副長のはからい（パゴス島近海の慰霊航行）などを経て、絆が深まっていく。
八雲、団、今は戦闘で失った飛行機を手に入れるべく動く。シンガポール寄港時に竜伍長と再会、飛べる飛行機が残っているサイゴンまで送ってもらう。サイゴンでは命がけの交渉と副官三原少佐のはからいで搭載機の入手に成功する。
イ-400は敵駆逐艦ホワイトウルフとの度重なる戦いを展開し、そのさなか団少尉は戦死。イ-400も戦闘機能を失う。しかし、「動けるうちは戦闘に参加する。」という山梨艦長の悲壮な覚悟で海戦に参戦。魚雷から戦艦大和を守ってイ-400は轟沈、艦長命令で八雲と今は空から援護すべく出撃。艦長以下の乗組員は艦と運命を共にする。激しい空中戦の中、八雲は撃墜され、今は生き残った大和とともに日本への帰途につく。

### 「本土決戦編」（未確認）
原作者の記述によれば、続編（完結編）として第3部「本土決戦編」を書いたとのことであるが、刊行物では確認されていない。

## 登場人物

### あかつき戦闘隊
八雲剛一郎（やぐも ごういちろう）
主人公。海軍中尉（後編では大尉）。海軍兵学校卒。豪胆な青年将校。内地から新任隊長として赴任するが、新米パイロットを見抜かれて手荒い洗礼を受ける。経験不足ゆえの未熟さから部下の一人が片腕を失うことになり、責任を感じて自ら肩章を外し、部下に教えを乞う。猛特訓の成果もあって徐々に腕を挙げていく。
神虎吉（じん とらきち）
海軍一等飛行兵曹。河内の床屋のせがれ。八雲の赴任まで部隊の実質的リーダー。気が荒い喧嘩好きだが、涙もろい人情家。当初は八雲を小癪な若造として扱うが、徐々にその根性に「こいつぁ軍鶏や」と評価。最後は八雲以下3名を守って、壮烈な戦死を遂げる。
今三太郎（こん さんたろう）
海軍二等飛行兵曹。九州小倉出身。口達者でいたずら好きだが、腕は確か。最後まで八雲とそりが合わなかったが、整備兵・喜多の戦死を境に忠実な部下となる。パゴス島の旧隊員としては唯一生還を果たし、それ以後も八雲と行動をともにする。前編、後編を通じ最後まで生き残った。
竜霧之介（りゅう きりのすけ）
陸軍伍長。山口県萩市出身。加藤隼戦闘隊の生き残り。八雲の赴任後間もなく、敵機との空中戦で負傷し片腕を切断。その後、破傷風に罹り、八雲によりラバウルの陸軍病院に搬送される。その後義手を装着して復帰。棟方、左近の空中葬の帰途に丸腰で敵機と遭遇し、危機に陥っていた八雲と神を危機一髪救う。最後まで生き残る。後半で戦闘機調達の為に立ち寄ったシンガポール基地にて八雲、今と再会。戦闘機のあると思われるサイゴン基地まで送り届ける。
左近平次
海軍二等飛行兵曹。京都の染物屋に生まれる。K医大中退とあるが、中退してから海軍に入隊した経過は不明である。京都出身にしては京都弁で話さない。とりあえず医術の心得があるが血に弱い。アル中で酒瓶を片時も離さない。負傷し、破傷風に罹患した竜の片腕の切断手術を執刀、命を救う。艦砲射撃の翌日、まぼろしの滑走路の無事を喜んでいるところに機銃掃射を受け、戦死。
棟方八郎
海軍一等飛行兵曹。名古屋出身。キリモミ戦法を得意とする。まじめな人柄。八雲の帰還と同時に来襲した敵機との空中戦で深追いし、ジャングル内に墜落、戦死。
田熊次郎兵衛
整備班長。東北出身の大男で温厚な人柄。八雲と神が棟方、左近の空中葬に出た間に敵機が来襲。必死でまぼろしの滑走路の誘導火を消しつつ、喜多をかばって戦死。
喜多三平
整備兵。幼少時に母親と死別。部隊では田熊と共に料理、雑役を一手に引き受ける。田熊の死後、待避中に機銃掃射を受け戦死。

### ラバウル基地（前編に登場）
鬼武指令
大佐。八雲の恩師ともいえる。
玉村大尉
軍医大尉。加藤隼戦闘隊の一件に関するこだわりもあって竜伍長にこだわりを持ち、規則をたてに診療を拒否するが、八雲の熱意と鬼武指令の鶴の一声で治療をする。やがて竜の軍人としての生き様に評価。自ら義手を作って竜に与える。

### 虎ザメ戦闘隊（前編に登場）
グラハム少佐
戦闘隊長。 救命ボートに乗った部下が鮫に襲われていたところを神虎吉が助けた事に感謝し、パゴス島に食料などの物資を投下。部下達は迷うが、八雲の「謙信は信玄に塩を送った」という例えに納得。しかし、その後にグラハムの戦闘機は艦砲射撃後の送り狼として飛来し左近を射殺。さらにまぼろしの滑走路の存在を知るに及んでパゴス島占領を計画し、八雲らに降伏を勧告。最後は僚機と共にまぼろしの滑走路に強行着陸を試みるが、固形機雷を抱えて立ちはだかった神に突っ込んで爆死。

### 潜水艦イ-400（後編に登場）
山梨
艦長。八雲の父親の部下であり既知の間柄。そのため、当初はお互いを「坊ちゃん」、「じいさま」と呼び合っていた。敵の駆逐艦「ホワイトウルフ」との戦闘など幾度の危機を乗り越え、遂にはあらゆる攻撃機能を失ったイ-400を率いて、「動けるうちは戦いに参加する」とレイテ海戦に参加。最後は魚雷と戦艦大和の間に割って入り、身代わりになることを決断、八雲、今を飛行機で援助するよう命じた後、乗組員全員と共にイ-400と運命を共にする。
馬庭
副長。最初は八雲に反感を持つが、その腕前を評価する。訓練中に2名の部下を亡くして自責の念にかられる八雲を慰めようと、艦長にパゴス島付近の航行を提案。
団
海軍少尉。海軍兵学校における八雲の後輩。八雲機を敵機と誤認して射撃を指示してしまう。相手が八雲と知って激しく後悔し、八雲らが乗艦後名乗り出て謝罪する。その後は八雲の指揮下で今と共に活躍するも、空中戦で深手を負い、敵艦に体当たりして壮絶な戦死を遂げる。

### サイゴン基地（後編に登場）
志賀大佐 三原少佐

## あかつき戦闘隊事件
「『あかつき戦闘隊』懸賞問題」とも呼ぶ。
「あかつき戦闘隊」を掲載していた『週刊少年サンデー』1968年3月24日号において読者懸賞が行われた。この時の懸賞品に日本海軍兵学校正装一式、米軍ミリタリーグッズ、ナチス軍旗・鉄十字章、ソ連軍ピストルなどが含まれていたことから、古田足日、今江祥智、神宮輝夫、前川康男といった児童文学者らが賞品の撤回を求めて抗議を行った。朝日新聞は1968年3月15日朝刊社会面（東京都区部、市郡部は夕刊に掲載）に写真付きで掲載された。
18日に、鳥越信、那須田稔、横谷輝、他も加わり、日本子どもを守る会と共に記者会見を開催する。この記者会見は日本テレビをはじめとしてテレビのニュースでも取り上げられ、新聞にも取り上げられることになった。こういった報道が行われたことで新日本婦人の会をはじめ、いくつもの団体が小学館を抗議に訪れた。27日には各団体代表が連名で申し入れ書を小学館に提出し、文書での回答を要求している。
小学館の回答は29日に行われ、以下のようなものであった。
- 懸賞賞品が、戦争推進の材料とならないように以下のように十分な配慮を行う。
  - 当選者発表に際して、賞品名の表示は行わない。
  - 当選者に送付する際に賞品についての解説を添付する。

古田らの要求は、賞品の撤回であったため、相容れぬ内容であった。